# Thouron
Thouron é uma comuna francesa na região administrativa da Nova Aquitânia, no departamento de Alto Vienne. Estende-se por uma área de 13,73 km². Em 2010 a comuna tinha 557 habitantes (densidade: 40,6 hab./km²).